# Americabaetis
Americabaetis je rod hmyzu z čeledi Baetidae. Tento rod popsal v roce 1992 Kluge. V roce 2010 byla provedena revize druhů rodu Americabeatis vyskytujících se v Brazílii, kdy byly popsány nové druhy a aktualizovány taxonomické informace.

## Seznam druhů
Do tohoto rodu patří následující druhy:
- Americabaetis alphus Lugo-Ortiz & McCafferty, 1996
- Americabaetis boriquensis (Lugo-Ortiz & McCafferty, 1994)
- Americabaetis bridarollii (Navás, 1932)
- Americabaetis humilis Hofmann & Thomas, 1999
- Americabaetis intermedius Lugo-Ortiz & McCafferty, 1994
- Americabaetis jorgenseni (Esben-Petersen, 1909)
- Americabaetis labiosus Lugo-Ortiz & McCafferty, 1996
- Americabaetis longetron Lugo-Ortiz & McCafferty, 1996
- Americabaetis lugoi Waltz & McCafferty, 1999
- Americabaetis maxifolium Lugo-Ortiz & McCafferty, 1996
- Americabaetis mecistognathus Salles & Raimundi, 2010
- Americabaetis naranjoi (Kluge, 1992)
- Americabaetis oldendorffii (Weyenbergh, 1883)
- Americabaetis peterseni (Hubbard, 1974)
- Americabaetis pleturus Lugo-Ortiz & McCafferty, 1994
- Americabaetis robacki (Lugo-Ortiz & McCafferty, 1994)
- Americabaetis spinosus Hofmann & Thomas, 1999
- Americabaetis titthion Lugo-Ortiz & McCafferty, 1996
- Americabaetis weiseri (Navás, 1926)